# Gonatopus spectrum
Gonatopus spectrum is een vliesvleugelig insect uit de familie van de tangwespen (Dryinidae). De wetenschappelijke naam van de soort is voor het eerst geldig gepubliceerd in 1874 door Snellen van Vollenhoven.